# 牝鶏晨す
牝鶏晨す（ひんけいあしたす）は、古代中国からのことわざ。

## 概要
めんどりがおんどりに先んじて鳴いて朝になったことを知らせること。これに例えて女が男に代わって権勢を振るうことを意味する。このようになっているのは国や家が滅びるなどの不吉なことの前兆であるとされる。

### 歴史
『書経』の牧誓篇に牝雞之晨という四字熟語が書かれており、この四字熟語が訓読みされて牝鶏晨すとなった。『書経』の牧誓篇では殷の紂王は、悪妻であった妲己に溺れてしまう。このことから紂王は妲己の意見を何でも実行してしまうようになり、国は大いに乱れてしまった。この紂王を周の武王が打倒した。この殷と周の決戦の前に牝雞之晨を含む牧誓篇が書かれていた。当時の中国は男尊女卑の社会であったために、このようなことが書かれていた。ここから日本のことわざでもある「雌鶏うたえば家滅ぶ」にもなっている。
朝鮮語では「암탉이 울면 집안이 망한다」（雌鶏が鳴くと家が滅びる）となる。韓国では女性政治家を批判する時に用いられたことがあるが、現代では性差別的な表現の代表格とされる。朴順天は国会でこれを耳にすると反論したことがある。

## 他文化圏でのことわざ
インドのカシ語にも「Ynda kynih ka ‘iar kynthei, la wai ka pyrthei.」（雌鶏が鳴くと世界が終わりに近づく）ということわざがある。一方、韓国の英文学者、翻訳家、文学評論家のキム・ウクトンによると、英語では「hens crow」に類似の表現を女性の社会進出を指す隠喩的表現としてよく使われる。しかし、やはり西洋にも「A whistling woman and a crowing hen is neither fit for God nor men.」（口笛を吹く女と鳴く雌鶏は神にも男にも適さない。イングランドのことわざ）、「A crooning cow, a crowing hen, and a whistling maid boded never luck to a house.」（鳴く牛、鳴く雌鶏、そして口笛を吹くメイドは、決して家に運をもたらさない。スコットランドのことわざ）、「Une poule qui chante le coq et uni fille qui siffle portent malheur dans la maison.」（雄鶏のように歌う雌鶏と口笛を吹く女子は、家に不幸をもたらす。フランスのことわざ）などの表現がある。